# Мон Сент Ењан
Мон Сент Ењан (фр. Mont-Saint-Aignan) град је у Француској, у департману Приморска Сена.
По подацима из 2012. године број становника у месту је био 19.798.

## Демографија
| 1962. | 1968.  | 1975.  | 1982.  | 1990.  | 1999.  | 2006.  | 2011.  | 2012.  |
| ----- | ------ | ------ | ------ | ------ | ------ | ------ | ------ | ------ |
| 9.989 | 16.031 | 19.146 | 19.736 | 19.961 | 21.265 | 20.659 | 19.333 | 19.798 |

## Партнерски градови
- Барзингхаузен
- Edenbridge
- Osica de Sus
- Бжег Долни
- Rouko